# Santa Cesarea Terme
Santa Cesarea Terme é uma comuna italiana da região da Puglia, província de Lecce, com cerca de 3.094 habitantes. Estende-se por uma área de 26 km², tendo uma densidade populacional de 119 hab/km². Faz fronteira com Castro, Minervino di Lecce, Ortelle, Otranto, Poggiardo, Uggiano la Chiesa.

## Demografia
| Variação demográfica do município entre 1861 e 2011                               |
|                                                                                   |
| Fonte: Istituto Nazionale di Statistica (ISTAT) - Elaboração gráfica da Wikipedia |